# Tiszaszalka
Tiszaszalka ist eine ungarische Gemeinde im Kreis Vásárosnamény im Komitat Szabolcs-Szatmár-Bereg.

## Geografische Lage
Tiszaszalka liegt 51 Kilometer nordöstlich des Komitatssitzes Nyíregyháza und 7 Kilometer nördlich der Kreisstadt Vásárosnamény am rechten Ufer des Flusses Theiß. Nachbargemeinden sind Tiszavid, Vámosatya, Kisvarsány, Nagyvarsány und Gyüre.

## Geschichte
Im Jahr 1913 gab es in der damaligen Kleingemeinde 182 Häuser und 1182 Einwohner auf einer Fläche von 2169 Katastraljochen. Sie gehörte zu dieser Zeit zum Bezirk Mezőkaszony im Komitat Bereg.

## Infrastruktur
Im Ort gibt es Kindergarten, Grundschule, Bücherei, Heimatmuseum, Arzt- und Zahnarztpraxis, eine Bäckerei, zwei Lebensmittelgeschäfte, Post, zwei Kirchen und das Bürgermeisteramt.

## Sehenswürdigkeiten
- Heimatmuseum (Tájház)
- Mihály-Váci-Büste, erschaffen 1984 von Sándor Sebestyén
- Reformierte Kirche, ursprünglich im 15. Jahrhundert erbaut, 2001 bis 2003 neu errichtet nach Plänen des Architekten Zsolt Bánlaki
- Römisch-katholische Kirche Szűz Mária Istenanyasága, erbaut 1934–1936

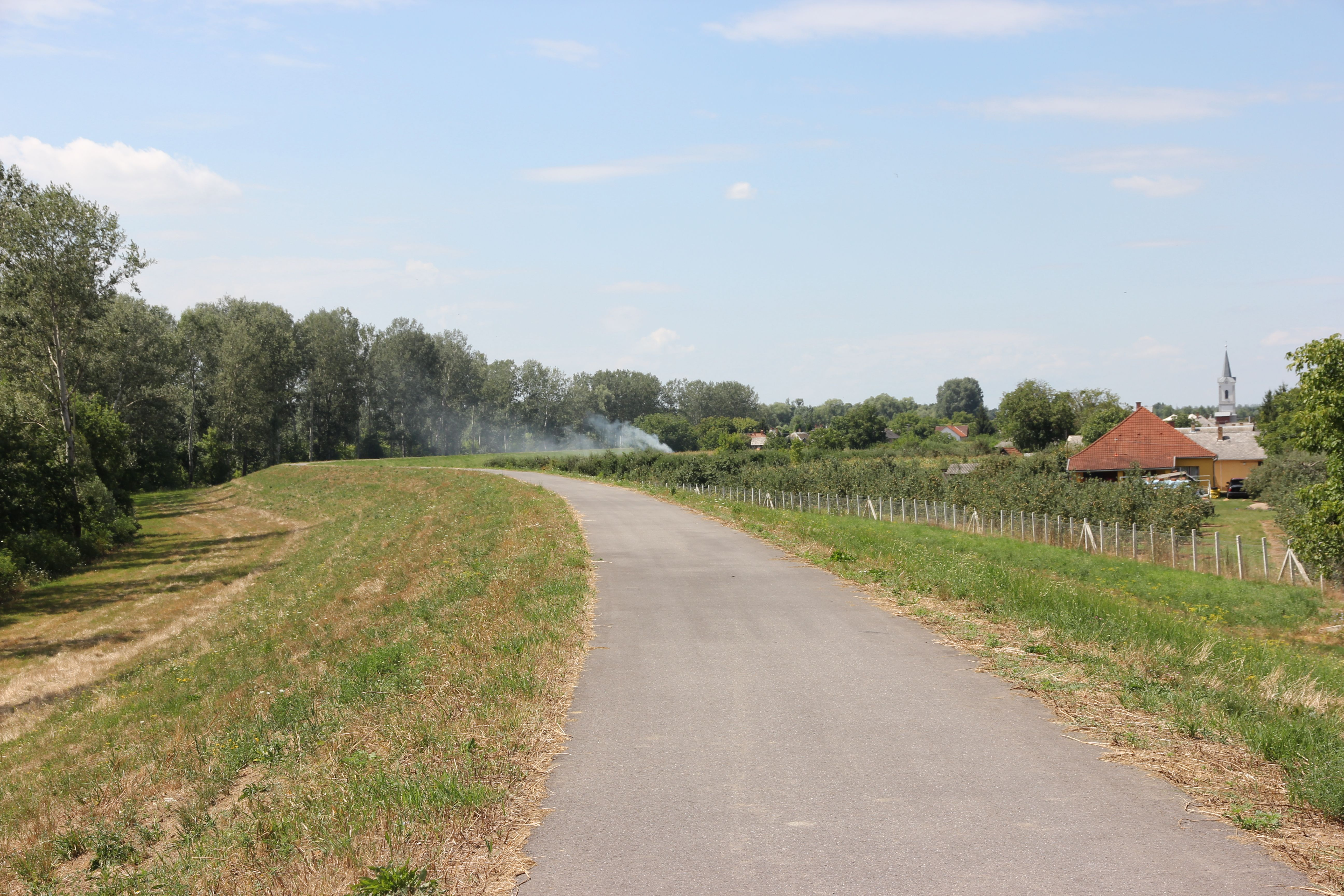
Deichweg bei Tiszaszalka, im Hintergrund rechts die reformierte Kirche

- Weltkriegsdenkmäler

## Verkehr
Durch Tiszaszalka verläuft die Landstraße Nr. 4111. Es bestehen Busverbindungen über Tiszavid, Tiszaadony, Tiszakerecseny und Mátyus nach Lónya sowie nach Vásárosnamény, wo sich der nächstgelegene Bahnhof befindet.